# Osojnica (Žiri, Slovenija)
Osojnica je naselje u slovenskoj Općini Žiriju. Osojnica se nalazi u pokrajini Gorenjskoj i statističkoj regiji Gorenjskoj. 

## Stanovništvo
Prema popisu stanovništva iz 2002. godine naselje je imalo 26 stanovnika.